# Pavel Ovtchinnikov
Pour les articles homonymes, voir Ovtchinnikov.
Pavel Akimovitch Ovtchinnikov ou Ovtchinikoff (1830-1888) est un orfèvre russe, fondateur de la maison Ovtchinikoff (ru).

## Biographie
Serf du prince Volkonski, Pavel Ovtchinnikov se fait remarquer très tôt pour ses dons pour le dessin et la peinture. Affranchi pour la qualité de son travail, il se marie et fonde son propre atelier en 1850. En 1865, il participe à une exposition, à Moscou, durant laquelle il est primé pour son travail. Remarqué par le futur Alexandre III, il est alors nommé fournisseur officiel de la cour impériale. Par la suite, sa réputation ne cesse de croître, gagnant même l'étranger. À sa mort, en 1888, sa succession est reprise par ses fils Pavel, Mikhaïl, Nikolaï et Alexandre.
Pavel Ovtchinnikov est le grand-père d'Irène Ovtchinnikova, épouse du prince Pierre de Grèce.
La maison d’orfèvrerie fondée en 1853 à Moscou par Pavel Ovtchinnikov fut, avec Fabergé, la plus importante de Russie. Elle survécut jusqu’à la Révolution. Une succursale fut ouverte à Saint-Pétersbourg en 1873.